# Маццакане, Гастон
Гасто́н Маццака́не (исп. Gastón Mazzacane; род. 8 мая 1975, Ла-Плата, Аргентина) — аргентинский автогонщик, участник чемпионата мира по автогонкам в классе Формула-1 в 2000 и 2001 годах.

## Биография
В 1989 году занялся картингом, был призёром аргентинского чемпионата по картингу. Выступал в южноамериканской и итальянской Формуле-3, был чемпионом итальянской молодёжной Формулы-2000. С 1996 года соревновался в Формуле-3000. В 1999 году стал тест-пилотом команды Формулы-1 «Минарди», на следующий год провёл полный сезон в чемпионате мира за рулём «Минарди», очков не набрал. В 2001 году участвовал в четырёх первых гонках сезона в команде «Прост», после чего был заменён на Лучано Бурти и покинул Формулу-1.
В дальнейшем соревновался в 2004 году в серии Champ Car и стартовал в гонке «24 часа Дайтоны».

## Результаты выступлений в Формуле-1
| Легенда к таблице |                                                                    |
| --- | ------------------------------------------------------------------ |
| В таблице перечислены результаты всех Гран-при Формулы-1, в которых принимал участие гонщик. Строками таблицы являются сезоны, столбцами — этапы чемпионата мира. В каждой клетке указаны сокращённое название этапа и результат, дополнительно обозначенный цветом. Расшифровка обозначений и цветов представлена в нижеследующей таблице. |                                                                    |
| \| Пример \| Описание \| \| ------------ \| ------------------------------------------------------------------ \| \| 1 \| Победитель \| \| 2 \| Второе место \| \| 3 \| Третье место \| \| 5 \| Финишировал, заработав очки \| \| Сход \| Не финишировал, но при этом заработал очки \| \| 12 \| Финишировал, не получив очков \| \| НКЛ \| Финишировал, но не попал в финальную классификацию \| \| 15 \| Участвовал вне зачёта, либо по отдельной классификации \| \| 18 \| Не финишировал, но попал в финальную классификацию \| \| Сход \| Не финишировал \| \| НКВ \| Не прошёл квалификацию \| \| НПКВ \| Не прошёл предквалификацию \| \| ДСК \| Дисквалифицирован \| \| ИСК \| Исключён из протокола соревнований \| \| ТТ \| Заявлен для участия только в тренировках \| \| НС \| Участвовал в квалификации, но не стартовал в гонке \| \| Т \| Травмирован или болен \| \| ОТК \| Отказ от участия \| \| НТР \| Прибыл на соревнования, но на трассу не выезжал \| \| НПР \| Был заявлен в числе участников, но не прибыл к началу соревнований \| \| О \| Соревнования отменены \| \| \| Не участвовал \| \| Поул-позиция \| \| \| Быстрый круг \| \| |                                                                    |
| Пример | Описание                                                           |
| 1 | Победитель                                                         |
| 2 | Второе место                                                       |
| 3 | Третье место                                                       |
| 5 | Финишировал, заработав очки                                        |
| Сход | Не финишировал, но при этом заработал очки                         |
| 12 | Финишировал, не получив очков                                      |
| НКЛ | Финишировал, но не попал в финальную классификацию                 |
| 15 | Участвовал вне зачёта, либо по отдельной классификации             |
| 18 | Не финишировал, но попал в финальную классификацию                 |
| Сход | Не финишировал                                                     |
| НКВ | Не прошёл квалификацию                                             |
| НПКВ | Не прошёл предквалификацию                                         |
| ДСК | Дисквалифицирован                                                  |
| ИСК | Исключён из протокола соревнований                                 |
| ТТ | Заявлен для участия только в тренировках                           |
| НС | Участвовал в квалификации, но не стартовал в гонке                 |
| Т | Травмирован или болен                                              |
| ОТК | Отказ от участия                                                   |
| НТР | Прибыл на соревнования, но на трассу не выезжал                    |
| НПР | Был заявлен в числе участников, но не прибыл к началу соревнований |
| О | Соревнования отменены                                              |
| | Не участвовал                                                      |
| Поул-позиция |                                                                    |
| Быстрый круг |                                                                    |

| Сезон | Команда | Шасси       | Двигатель | Ш | 1        | 2        | 3      | 4        | 5      | 6     | 7        | 8      | 9        | 10     | 11     | 12       | 13     | 14     | 15       | 16     | 17     | Место | Очки |
| ----- | ------- | ----------- | --------- | - | -------- | -------- | ------ | -------- | ------ | ----- | -------- | ------ | -------- | ------ | ------ | -------- | ------ | ------ | -------- | ------ | ------ | ----- | ---- |
| 2000  | Минарди | Минарди M02 | Фондметал | B | АВС Сход | БРА 10   | САН 13 | ВЕЛ 15   | ИСП 15 | ЕВР 8 | МОН Сход | КАН 12 | ФРА Сход | АВТ 12 | ГЕР 11 | ВЕН Сход | БЕЛ 17 | ИТА 10 | США Сход | ЯПО 15 | МАЛ 13 | -     | 0    |
| 2001  | Прост   | Прост AP04  | Эйсер     | M | АВС Сход | МАЛ Сход | БРА 12 | САН Сход | ИСП    | АВТ   | МОН      | КАН    | ЕВР      | ФРА    | ВЕЛ    | ГЕР      | ВЕН    | БЕЛ    | ИТА      | США    | ЯПО    | -     | 0    |

## Результаты выступлений в Champ Car
| Год  | Команда    | Место | Очки |
| ---- | ---------- | ----- | ---- |
| 2004 | Dale Coyne | 17    | 73   |